# Conus parius
Espèce
Statut de conservation UICN

 LC  : Préoccupation mineure
Conus parius est une espèce de mollusques gastéropodes marins de la famille des Conidae.
Comme toutes les espèces du genre Conus, ces escargots sont prédateurs et venimeux. Ils sont capables de « piquer » les humains et doivent donc être manipulés avec précaution, voire pas du tout.

## Description
La taille de la coquille varie entre 25 mm et 46 mm. La couleur de la coquille est blanche à jaunâtre pâle, souvent marquée longitudinalement de façon indistincte par une coloration plus profonde. La spire est striée. La partie inférieure du verticille est distalement sulcata.
Les conantokine-Pr1, -Pr2 et -Pr3 sont des toxines dérivées du venin de Conus parius. Ces petits neurotoxiques. peptidess se sont avérés agir comme des récepteurs antagonistes du NMDAs in vitro, et stimuler la production du facteur de transcription CREB dans le cerveau

## Distribution
Cette espèce marine est présente au large des Philippines et de l'Indonésie ; au large de la Papouasie-Nouvelle-Guinée, des Îles Salomon et du Vanuatu.

### Niveau de risque d’extinction de l’espèce
Selon l'analyse de l'UICN réalisée en 2011 pour la définition du niveau de risque d'extinction, cette espèce se trouve dans les Philippines et de l'Indonésie à la Papouasie-Nouvelle-Guinée, aux îles Salomon,Vanuatu, à la Nouvelle-Calédonie et à la Polynésie, bien qu'au sein de cette dernière la distribution ne soit pas enregistrée. Cette espèce est commune dans les eaux peu profondes dans certaines parties de son aire de répartition. Il n'y a pas de menaces majeures connues pour cette espèce et elle est répertoriée comme étant de préoccupation mineure.

## Taxonomie

### Publication originale
L'espèce Conus parius a été décrite pour la première fois en 1844 par l'éditeur et naturaliste britannique Lovell Augustus Reeve dans « Conchologia Iconica, or, illustrations of the shells of molluscous animals »,.

### Synonymes
- Conus (Phasmoconus) parius Reeve, 1844 · appellation alternative
- Graphiconus parius (Reeve, 1844) · non accepté
- Phasmoconus (Phasmoconus) parius (Reeve, 1844) · non accepté
- Phasmoconus parius (Reeve, 1844) · non accepté